# Бра-д’Ор
Бра-д’Ор (фр. Bras d'Or, Рука золота) — озеро-лагуна на острове Кейп-Бретон.
Бра-д’Ор разделяет остров на западную и восточную части. На севере и юге озеро соединено с Атлантическим океаном узкими проливами и формально само является проливом. В центре северная и южная части соединены узким проливом Барра, шириной менее 1 км.
В зависимости от приливов площадь водоёма составляет 932—1099 км², примерно десятая часть Кейп-Бретона. По этой причине Бра-д’Ор называют «морем внутри острова». Вода в озере солёная, но солёность ниже чем в океане из-за впадающих в него рек и ручьёв. Индейцы-микмаки называли водоём Pitu’pok или Pitu’pa’q — «место солёной воды».
Воды Бра-д’Ор богаты рыбой, также распространены американский омар (Homarus americanus) и устрицы. Берега изрезаны, в основном покрыты лесом.